# Wayland (Iowa)
Pour les articles homonymes, voir Wayland (homonymie).
Wayland est une ville du comté de Henry, en Iowa, aux États-Unis. Elle est  incorporée le 5 février 1890.

## Source de la traduction
- (en) Cet article est partiellement ou en totalité issu de l’article de Wikipédia en anglais intitulé « Wayland, Iowa » (voir la liste des auteurs).